# Heather Goldenhersh
Heather Goldenhersh (Chicago, 26 de marzo de 1973) es una actriz estadounidense. Ha actuado en producciones teatrales de Broadway, en cine y en televisión.

## Carrera
Graduada de la Escuela Juilliard, Goldenhersh hizo su debut en el cine en 1996 con su papel en la película I'm Not Rappaport. A partir de ese momento apareció en películas como Swallowed, The Great Gatsby y The Believer. Goldenhersh también ha actuado en algunos episodios de series de televisión como Sex and the City y Law & Order. Ha estado siempre activa en el teatro; su debut en Broadway ocurrió en 2005 en la obra Doubt, junto a Cherry Jones y Brian F. O'Byrne. Fue nominada a un Premio Tony ese mismo año en la categoría "mejor actuación femenina en una obra de teatro" por su rol como la hermana James en Doubt.

## Filmografía

### Televisión
| Año       | Título                                         | Papel             |
| --------- | ---------------------------------------------- | ----------------- |
| 2000      | Sex and the City (1 episodio)                  | Jenna             |
| 2003      | Law & Order: Criminal Intent (1 episodio)      | Roseanne Connelly |
| 2003      | Law & Order: Special Victims Unit (1 episodio) | Ellen Swanson     |
| 2006–2007 | The Class (papel permanente)                   | Lina Warbler      |
| 2016      | Modern Family (1 episodio)                     | Señora Wilkerson  |

### Cine
| Año  | Película                     | Papel          |
| ---- | ---------------------------- | -------------- |
| 1996 | I'm Not Rappaport            | Strike Woman   |
| 1997 | Swallowed                    | Trina          |
| 2000 | The Great Gatsby             | Myrtle Wilson  |
| 2000 | Spin The Bottle              | Rachel         |
| 2001 | The Believer                 | Linda          |
| 2002 | Unconditional Love           | Hija de Grace  |
| 2002 | Nicholas Nickleby            | Fanny Squeers  |
| 2003 | Escuela de rock              | Sheila         |
| 2004 | The Merchant of Venice       | Nerissa        |
| 2004 | Kinsey                       | Martha Pomeroy |
| 2004 | Tempting Adam                | Kami           |
| 2005 | Southern Belles              | Margery        |
| 2006 | The Pleasure of Your Company | Jane           |
| 2007 | Wedding Daze                 | Jane           |
| 2008 | Leatherheads                 | Belinda        |
| 2008 | Horton Hears a Who!          | Who Girl       |
| 2015 | Hail, Caesar!                | Natalie        |